# 企業共享汽車
企業共享汽車為一間英國的共亨汽車租賃公司。企業共享汽車的前身為CityCarClub，於2000年成立，在2015年被企業租車收購，並更名為企業共享汽車。

## 歷史
CityCarClub在2000年時在倫敦和愛丁堡成立。至2007年，CityCarClub已積極開拓網上汽車預約服務及智能卡取車服務，與本地社區合作減低大眾擁有汽車的需要。CityCarClub在2009年收購了WhizzGo後，擁有大約20000名會員和500多台汽車，成為了英國規模最大的時鐘汽車租賃網絡。在2015年，CityCarClub被企業租車收購，並更名為企業共享汽車。

## 會員資格
在成為會員後，每位會員也會被分配一個會員編號和一個四位數字的密碼。會員可以使用這些資料在網上查詢共享汽車的位置和使用狀況並進行預約。同時，會員也可以選擇致電會員專線進行預約。
在開始汽車租賃時，會員可以選擇把會員卡拍在擋風玻璃上的讀卡器以解鎖車輛，或使用手機應用程式解鎖車輛。在開始租賃後，若有需要延長汽車租借時間，會員可以使用車上的內置小型電腦延長租賃時間。
在還車時，會員需要確保油箱內的汽油不少於四分之一。若有需要加油，會員可以使用車上的預繳油卡到任何油站加油。
汽車租借的收費是根據租借的時長和行車距離而釐定。會員不需要自行支付油費或電費。